# زبان شلتا
شِلتا (انگلیسی:Shelta؛ ایرلندی:Gammon) زبانی‌است آمیخته که در میان دوره‌گردان ایرلندی در جزیره ایرلند و بخش‌هایی از بریتانیا مورد استفاده‌است. گویشوران بدین زبان را پیرامون ۶ تا ۸۶ هزارتن برآورد کرده‌اند.
زبان‌شناسان این زبان را کریول و از ریشهٔ زبان‌های گائلیک با تاثیر از گویش انگلیسی ایرلند می‌دانند.

## نمونه‌ای از زبان شلتا
| Shelta                       | فارسی            |
| ---------------------------- | ---------------- |
| Grāltʹa                      | سلام             |
| Slum hawrum                  | صبح بخیر         |
| Slum dorahōg                 | عصر بخیر         |
| Lʹesk mwīlša a hu?           | چطوری؟           |
| Yoordjeele's soonee-in munya | از دیدنت خوشحالم |
| Muni kon                     | شب خوش           |